# Oconto Falls
Oconto Falls é uma cidade localizada no estado norte-americano de Wisconsin, no Condado de Oconto.

## Demografia
Segundo o censo norte-americano de 2000, a sua população era de 2843 habitantes.
Em 2006, foi estimada uma população de 2855, um aumento de 12 (0.4%).

## Geografia
De acordo com o United States Census Bureau tem uma área de
7,6 km², dos quais 7,0 km² cobertos por terra e 0,6 km² cobertos por água.

## Localidades na vizinhança
O diagrama seguinte representa as localidades num raio de 24 km ao redor de Oconto Falls.